# Темпио Малатестиано
Темпио Малатестиано (итал. Tempio malatestiano) — кафедральный собор города Римини, Эмилия-Романья (Центральная Италия). В 1809 году стал собором с названием Санта-Коломба (Santa Colomba) — Святого Колумба. Выстроенный под властью знаменитого кондотьера Сиджизмондо Пандольфо по прозванию «Малатеста» (буквально означает «Дурная голова») в середине XV века по новаторскому проекту архитектора Леона Баттисты Альберти с участием таких художников, как Маттео де Пасти, Агостино ди Дуччо и Пьеро делла Франческа, храм так и не был завершён, но является ключевым произведением эпохи Возрождения в Римини и одним из самых значительных для итальянского кватроченто в целом.

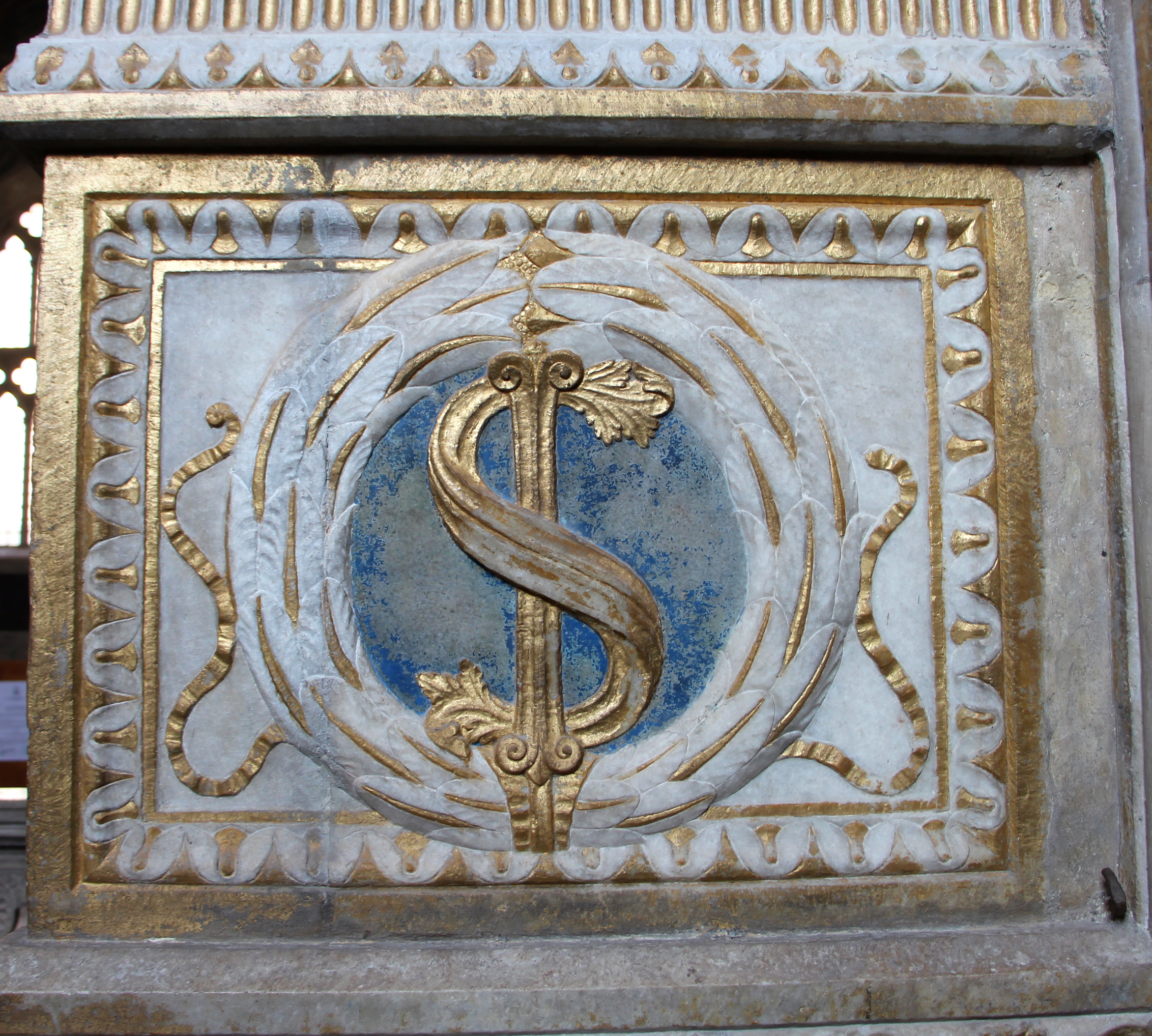
Монограмма: Сиджисмондо-Изотта

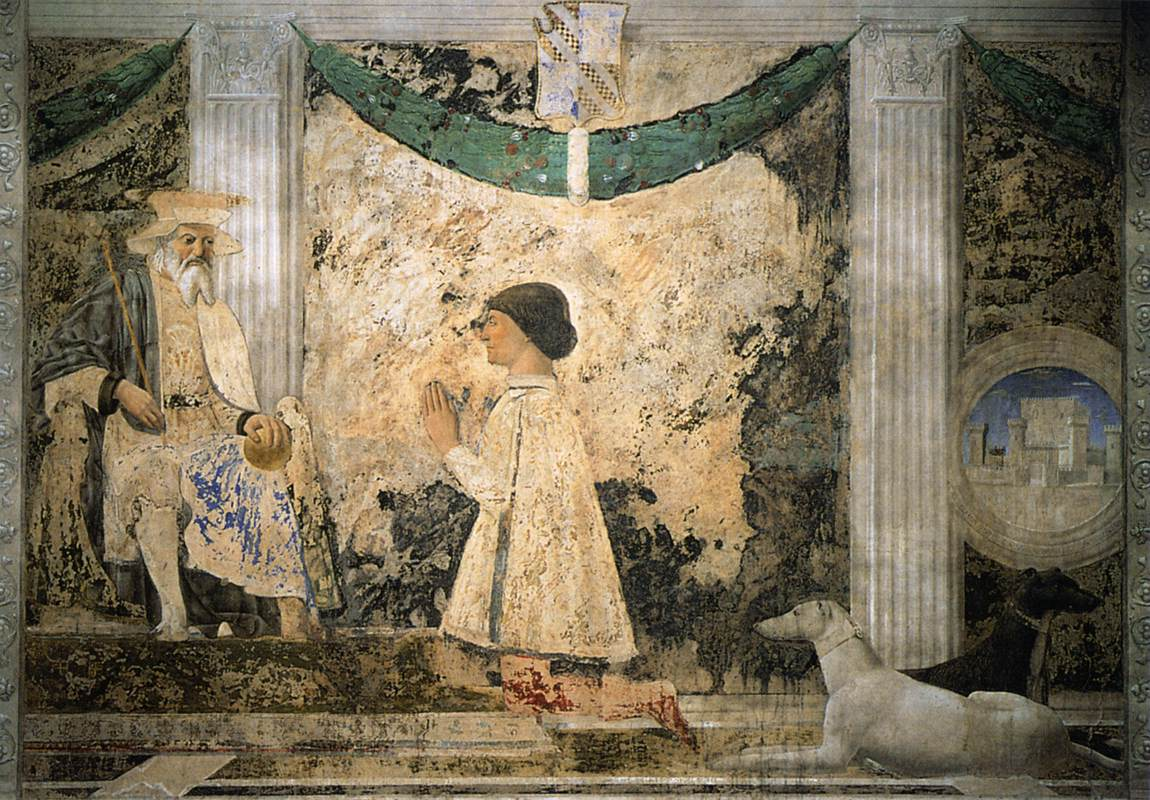
Пьеро делла Франческа. Сиджизмондо Малатеста перед Святым Сигизмундом. 1451. Фреска

## История
Капелла Санта-Мария-ин-Тривио упоминается в Римини в IX веке, её снесли в 1257 году, чтобы построить церковь в готическом стиле с одним нефом и тремя апсидами. Церковь освятили в честь Св. Франциска Ассизского (Chiesa di San Francesco) и отдали в ведение Ордена францисканцев.
Между XIII и XIV веками с южной стороны к церкви были пристроены две капеллы. Часть мрамора была взята из римских руин в Сант-Аполлинаре-ин-Классе и из Фано (Марке). С 1312 года церковь Сан-Франческо стали использовать для захоронений властителей Римини, членов семьи Малатеста.
В 1447 году было решено создать капеллу Сан-Сиджизмондо, посвящённую небесному покровителю кондотьера Сиджизмондо, поручив строительство Маттео ди Андреа де Пасти из Вероны. Затем решили распространить эту идею на всю церковь, превратив её в мавзолей семейства Малатеста.
Предположительно, в 1440-х годах к работе привлекли Леона Баттисту Альберти, выдающегося архитектора и теоретика. Альберти в это время оставался в Риме, но по его проекту была выполнена деревянная модель. Проект Альберти предполагал радикальную переделку старой церкви: обстройку с трёх сторон новыми фасадами, возведение нового свода, создание мемориального зала в восточной части и перекрытие его большим куполом. Согласно этому проекту в 1450 году Маттео де Пасти пристроил к церкви ротонду, намереваясь перекрыть её куполом, имитирующим купол римского Пантеона (не осуществлено; предполагаемый купол изображён на медали Юбилейного 1450 года).
Сиджизмондо Малатеста намеревался сделать здание исключительно мавзолеем: его самого, родственников и близких ему сановников, в сущности, огромным памятником ему и его семье с соответствующей иконографией, близкой язычеству: отсюда и необычное название: «Храм Малатесты» (Tempio malatestiano).
Столь дерзкая честолюбивая идея ухудшила отношения кондотьера с папой Пием II Пикколомини, которые уже были критическими перед избранием папы в 1458 году (из-за предыдущих военных кампаний, враждебных его родному городу Сиене), отношения, которые привели к отлучению Малатесты от церкви в 1460 году. Пий II сообщал в своих комментариях: «Aedificavit tamen nobile templum Arimini in honorem divi Francisci; verum ita gentilibus operibus Implevit ut non tam Christianorum quam Infidelium daemones templum esse videretur» (Он построил в Римини благородный храм в честь святого Франциска, но наполнил его таким количеством языческих произведений, что он стал похож не на храм христиан, а на неверных поклонников демонов). В 1474 году рядом с Сиджизмондо в мавзолее была похоронена и его возлюбленная Изотта дельи Атти, что также посчитали вызовом католическому благочестию.
После отлучения заказчика от церкви работы над памятником его могуществу были приостановлены, из-за чего к 1503 году строительство прекратилось, и замысел Альберти так и не был воплощён в полной мере. Были полностью завершены только три капеллы и внешние покрытия, заключённые в оболочку средневекового сооружения. Не была закончена и верхняя часть фасада с фронтоном. В 1463 году Сиджизмондо потерпел окончательное поражение от папских войск, объединенных с Федерико да Монтефельтро. Это привело к остановке всех его проектов. По настоянию францисканского ордена, правившего церковью, работы возобновились в последующие годы, но, потеряв могущественного заказчика, они продолжали отклоняться от проекта Альберти.
В 1809 году войска Наполеона Бонапарта разрушили францисканский монастырь, располагавшийся вокруг церкви. Мавзолей Малатесты был переосвящён как городской собор.
В 1944 году, во время Второй мировой войны зданию было нанесено много повреждений. Апсида вместе с значительной частью крыши, была разрушена и позднее восстановлена в упрощённой форме. Позднее главный алтарь был украшен знаменитым распятием работы Джотто ди Бондоне, написанным во время его пребывания в Римини между 1308 и 1312 годами. Фасады здания были повреждены настолько, что их пришлось разобрать и возвести заново.

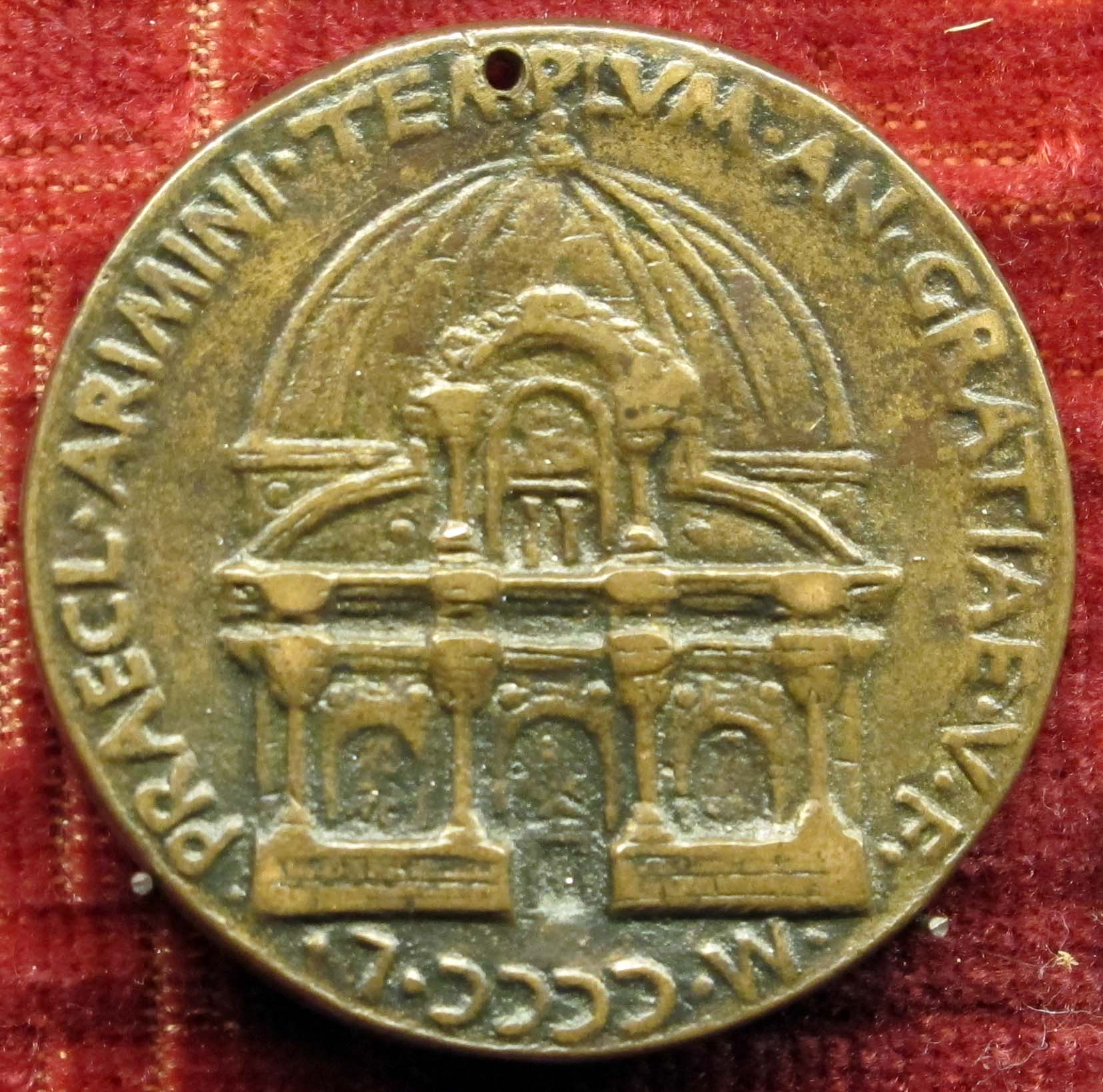
Проект купола храма на медали Маттео де Пасти. 1450

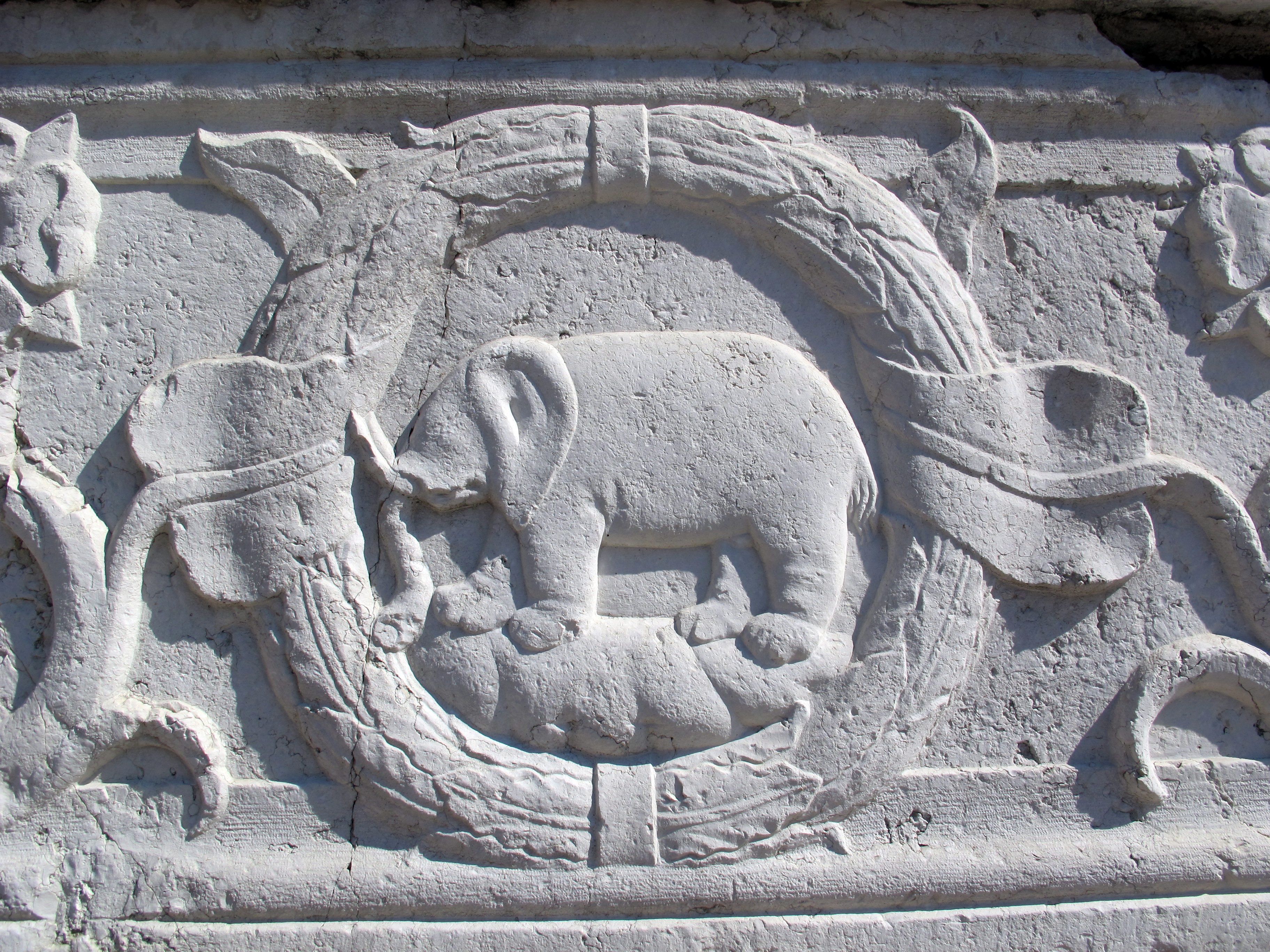
Изображение «Слона Малатесты» на цоколе фасада

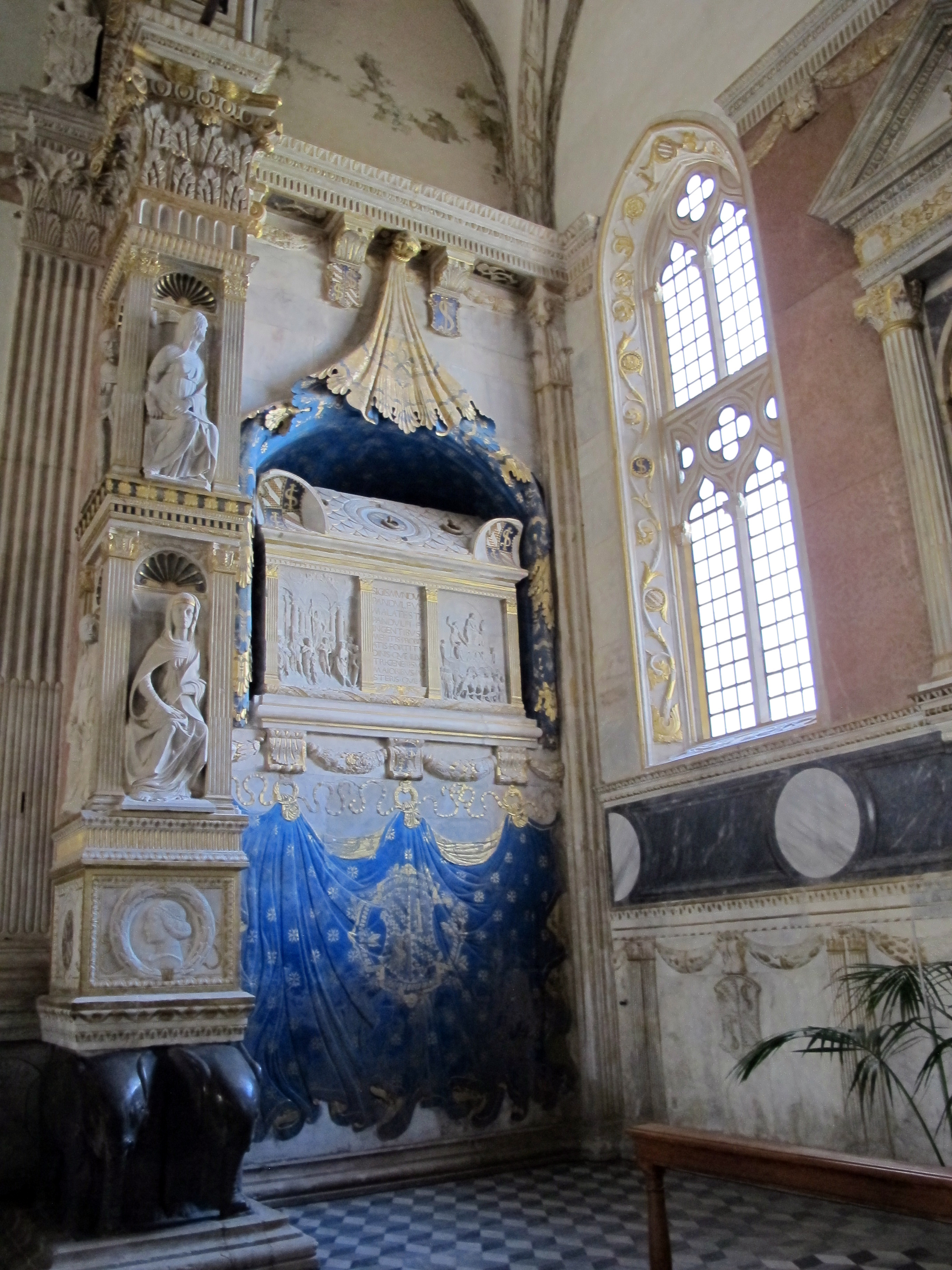
Капелла Предков и Потомков

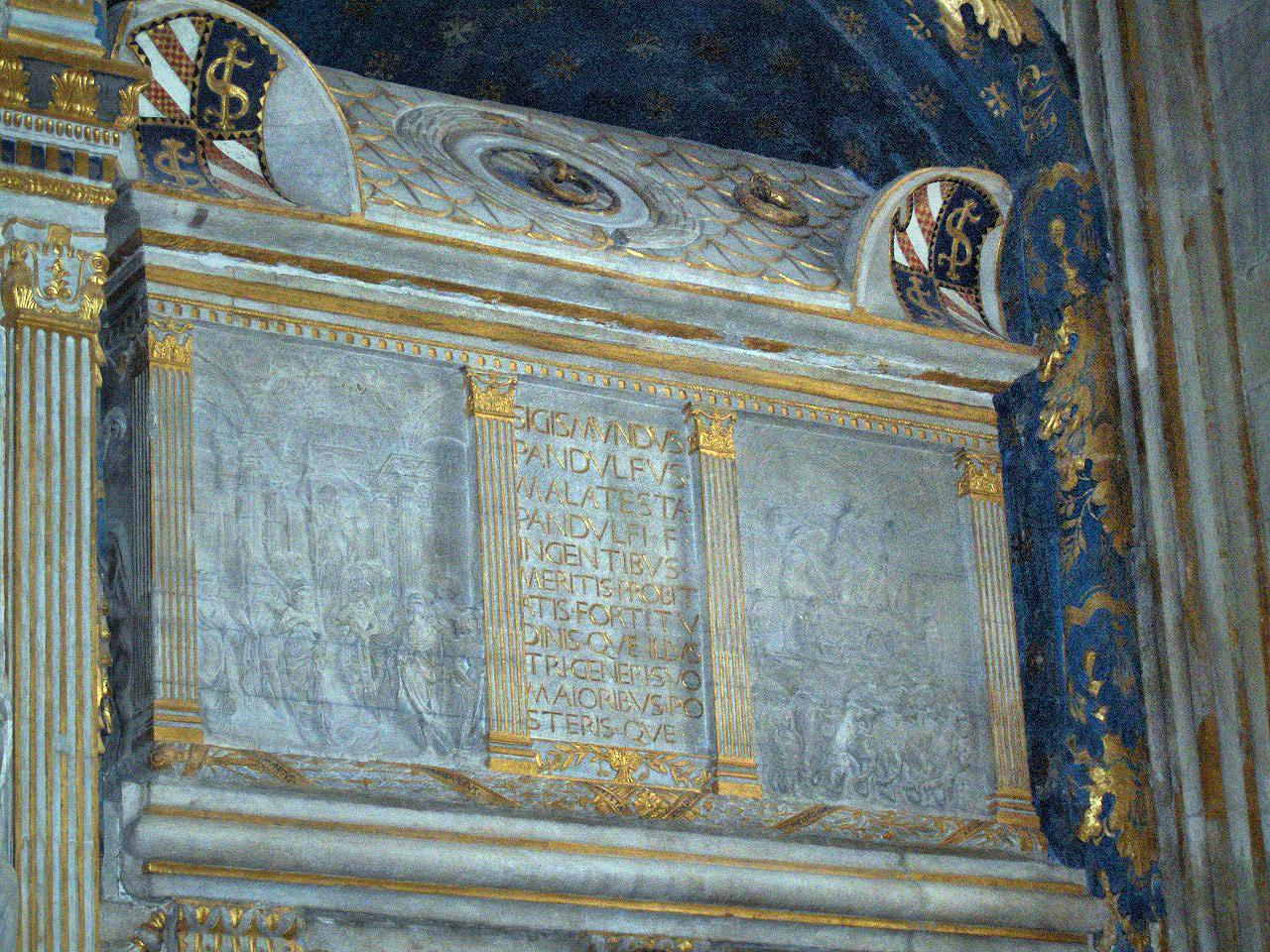
Капелла Пьета, или Капелла Предков. «Ковчег Предков и Потомков». Агостино ди Дуччо

## Архитектура
Проекты и постройки Альберти в центральной и северной Италии, по мнению В. Н. Гращенкова «характеризуют более значительный, более зрелый и более классический этап в его творчестве. В них Альберти свободнее и смелее пытался осуществить свою программу возрождения римской античной архитектуры». Альберти задумал превратить заурядную провинциальную церковь в мемориальный храм, достойный соперничать с древними святилищами. Просторная купольная ротонда, открывающаяся посетителю в глубине сводчатого зала, усиливает ассоциацию с Древним Римом.
Главный фасад будущего храма по проекту Альберти безусловно вдохновлён древнеримскими триумфальными арками: Аркой Августа в Римини (27 г. до н. э.) и трёхпролётной аркой Константина в Риме (315). Боковые фасады оформлены в виде «слепых аркад», в нишах которых установлены каменные саркофаги. Здесь похоронены Джусто де Конти, Роберто Валтурио, Базинио Базини, Джентиле и Джулиано Арнольфи. Однако наиболее значимой является гробница византийского философа-неоплатоника Джорджо Гемисто Плетоне (Георгия Гемиста Плифона), считавшегося в то время одним из величайших мыслителей всех времён, возродившего философские школы Древней Греции и останки которого в 1464 году были привезены Сигизмундом из военной кампании на Пелопоннесе.
В наше время «это выглядит странно: не то античная руина, не то театральная декорация». В боковых фасадах «просматривается тема аркады Мавзолея Теодориха в Равенне, описанного Альберти в 10-й книге его трактата в качестве примера „хорошей древней архитектуры“».
Тема триумфальной арки главного и саркофаги боковых фасадов создают несколько театральный, но могучий монументальный образ мемориального сооружения. Этот образ не снижает недостроенный, будто разрушенный, главный фасад. Несколько неожиданно воспринимаются круглые окна и цветные вставки из зелёного мрамора и порфира (вероятно, привезённые из Равенны) в центральной арке над входным порталом и в «венках-медальонах». Своим видом они напоминают мозаику «opus sectile» императорского Рима. В. Н. Гращенков называет их «венецианизмами».
Пропорционирование главного фасада, как и во всех прочих проектах Альберти, идеально и следует строго рациональной схеме, в основе которой: квадрат с двумя диагоналями, окружность, полуциркульная арка.

## Интерьер
Пространство храма имеет базиликальный план с большой полукруглой апсидой (вместо предполагаемого круглого зала, перекрытого куполом). Три арки главного фасада обозначают трёхчастное продольное деление внутреннего пространства: один широкий неф с рядом капелл по обеим сторонам. Капеллы отделены от главного нефа слегка стрельчатыми арками, поэтому создаётся впечатление трёхнефной постройки. Потолок сделан деревянным, с открытыми стропилами, что соответствует идее Альберти, поскольку архитектор опасался слишком сильного давления каменного перекрытия на стены. В храме многократно присутствует монограмма SI (Сиджизмондо и Изотта). Помимо этого, на дом Малатеста указывают геральдические изображения шиповника и слона из девиза: «Индийский слон не боится комаров» (лат.  Elephas indus culices non timet).
Капеллы остались недостроенными, оформлено только семь. В них находятся гробницы выдающихся жителей Римини. В первой, справа от входа, «Капелле Добродетели» (Cappella delle Virtù; 1447—1450) погребён сам Сиджизмондо Малатеста. В капелле находится его статуя, барельефные изображения добродетелей и ангелов.
Следующая капелла посвящена Святому Сигизмунду, в ней установлены пять скульптур Агостино ди Дуччо. Здесь же, на боковой стене, находилась фреска Пьеро делла Франческа, изображающая кондотьера коленопреклонённого перед своим небесным покровителем (1451; позднее была перенесена в последнюю капеллу справа).
В Капелле Ангелов (Cappella degli Angeli), Изотты или Святого Михаила, находится гробница возлюбленной герцога Изотты дельи Атти. Статуя архангела на алтаре, как и играющих крылатых путти на колоннах входной арки, принадлежит Агостино ди Дуччо. У левой стены — саркофаг Изотты дельи Атти, поддерживаемый двумя геральдическими изображениями слонов работы Маттео де Пасти. «Распятие Римини» кисти Джотто когда-то хранилось здесь, ныне находится в апсиде за главным алтарём.
Капелла Планет (Cappella dei Pianeti), или Сан-Джироламо, посвящённая Святому Иерониму, самая удивительная. Она украшена зодиакальными рельефными фигурами, созданными Агостино ди Дуччо с помощниками: изображениями триумфальных колесниц Сатурна и Марса, Венеры и Луны. Здесь также находится панорама города Римини, каким он был в XV веке, а также два аллегорических барельефа, которые связаны с личностью Сиджизмондо. Первый — это зодиакальный знак Рака, который доминирует, как солнце, над изображением города. Второй — барельеф затонувшего корабля Сиджизмондо на фоне острова Фортуната (аллегория чудесного спасения), вдохновленный хвалебным стихотворением Базинио Базини: обнаженный мужчина гребет в лодке в море, разбросанном небольшими островами, населенными разными животными (лев, хищная птица-слон), а в море водятся дельфины и морские чудовища. Каждая колонна покоится на мраморной корзине (атрибуция не установлена), наполненной цветами, фруктами и животными и украшенной фестонами, поддерживаемыми четырьмя херувимами. Балюстрада из красного веронского мрамора между пилястрами из белого мрамора с богатым декором в стиле stiacciato.
На противоположной стороне нефа расположена Капелла свободных искусств (Cappella delle Arti Liberali) с аллегорическими изображениями Аполлона и муз, а также персонификациями Тривиума и Квадривиума: свободного сочетания фигур Философии, Риторики, Грамматики, Музыки, Ботаники и Согласия (работа Агостино ди Дуччо, 1456).
В следующей Капелле Детских игр (Cappella dei Giochi infantili) находятся гробницы первых жен Сиджизмондо Пандольфо: Джиневры д’Эсте и Полиссены Сфорца, окружённые фигурами музицирующих путти (работа Агостино ди Дуччо, 1455).
В Капелле делла Пьета (Cappella della Pietà), Капелле предков (Cappella degli Antenati), или Мадонны дождя (della Madonna dell’Acqua) (первой от входа по левой стороне) погребены тела некоторых предков Сиджизмондо. Название «Мадонна дождя» дано по небольшой мраморной алтарной скульптуре франко-немецкой школы XV века, которую ранее использовали, чтобы просить у природы дождя. Капелла украшена скульптурными фигурами пророков и десятью сивиллами в соответствии с иконографической программой, наисанной Роберто Вальтурио и Поджо Браччолини. На левой стене Капеллы предков, в мраморном павильоне установлен «Ковчег Предков и Потомков» (l’arca degli Antenati e dei Discendenti), предназначенный для размещения останков представителей династии Малатеста до и после Сиджизмондо (работа Агостино ди Дуччо; вначале ковчег планировали установить на фасаде храма). На лицевой стороне ковчега — два аллегорических барельефа: «Минерва в сонме героев» и «Триумф Сципиона Африканского»). Барельефы символизируют атрибуты бессмертия: Мудрость и Славу. На крышке ковчега — профиль Сиджизмондо в обрамлении гирлянды. Надпись приписывается итальянскому гуманисту Базинио Базини Пармскому: «Haec Sigismundi vera est victoris imago qui dedit heac Patribus digna sepulcra suis» (Это истинное изображение Победоносного Сиджизмондо, подарившего своим предкам эту достойную гробницу).

## Иконографическая программа храма
Оформление Храма Малатесты основано на своего рода энциклопедической программе с изображениями мифологических фигур, символов и сложных аллегорий, посвящённых прославлению Сиджизмондо Пандольфо Малатеста и его династии. По свидетельству современника, инженера и писателя из Римини Роберто Валтурио, иконографическая программа храма была задумана заказчиком, но разработана интеллектуалами, собиравшимися при дворе Малатеста: самим Роберто Валтурио, Базинио Базини Пармским и Поджо Браччолини.
Так, например, в Капелле Планет, также известной как «Зодиак», есть два барельефа, которые аллегорически рассказывают о Сиджизмондо на основе литературных сценариев: на первом можно увидеть с моря город Римини, который легко узнаётся по башням, замку и мосту Тиберия, по кораблю с полными парусами в порту; вверху — знак Рака, зодиакальный знак Малатеста, представленный вместо Скорпиона, знака города Римини. Второй барельеф, названный «Кораблекрушение Сиджизмондо в виду острова Фортуната», основан на хвалебном стихотворении Базинио Базини: изображён тонущий корабль на фоне острова Фортуната (аллегория чудесного спасения), далее виден обнажённый гребец в лодке, в море показаны дельфины и морские чудовища. Вдали — три острова, обозначенные аллегориями птицы, льва и слона.
Подобный праздничный комплекс, когда в христианском храме чествуют человека и его династию, и в интерьере которого сочетаются христианская и языческая культура, в то время был возможен только в эпоху Ренессанса в провинциальном городе, которым правил человек с сильными политическими амбициями.

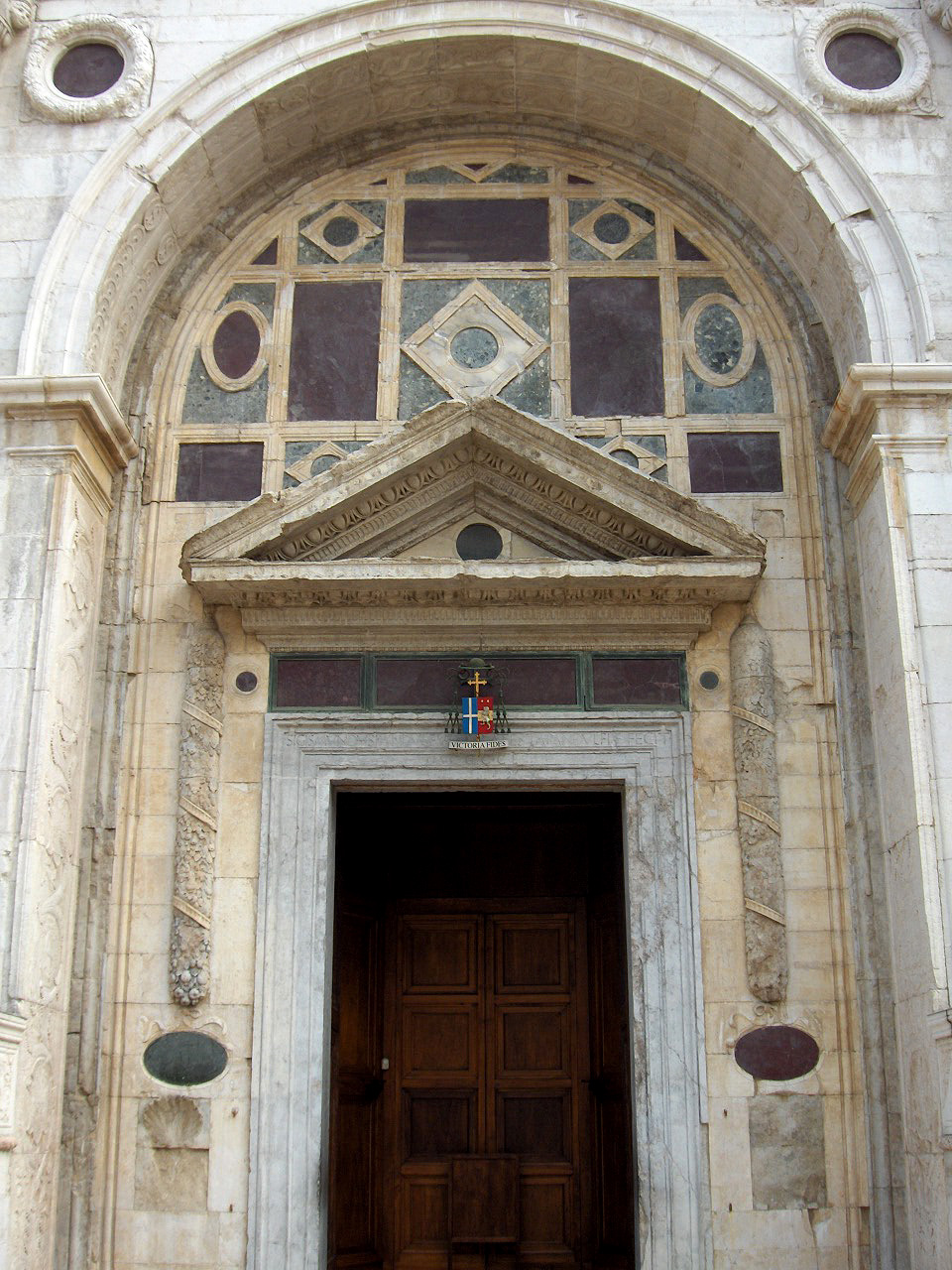
Портал
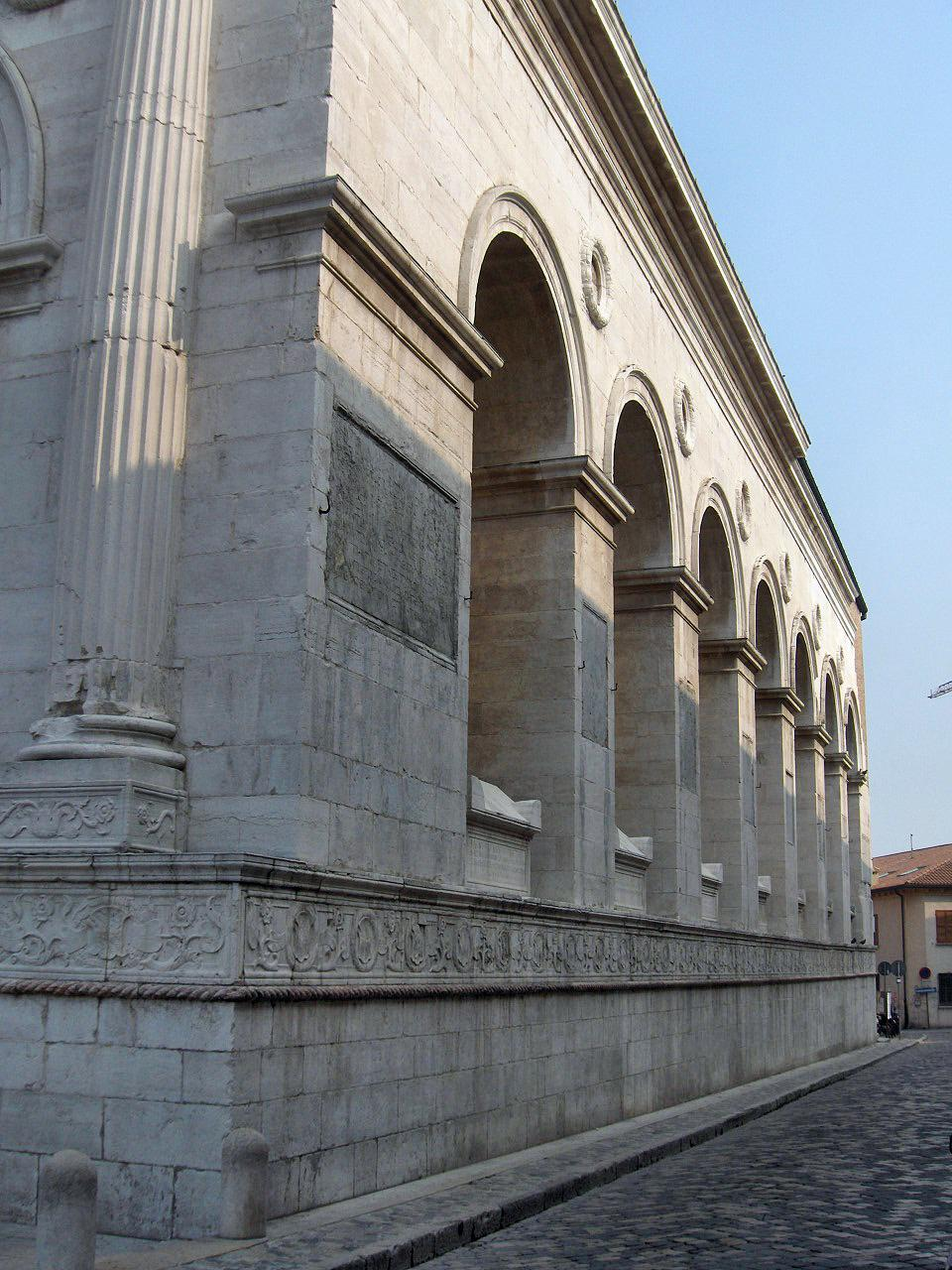
Боковой фасад храма
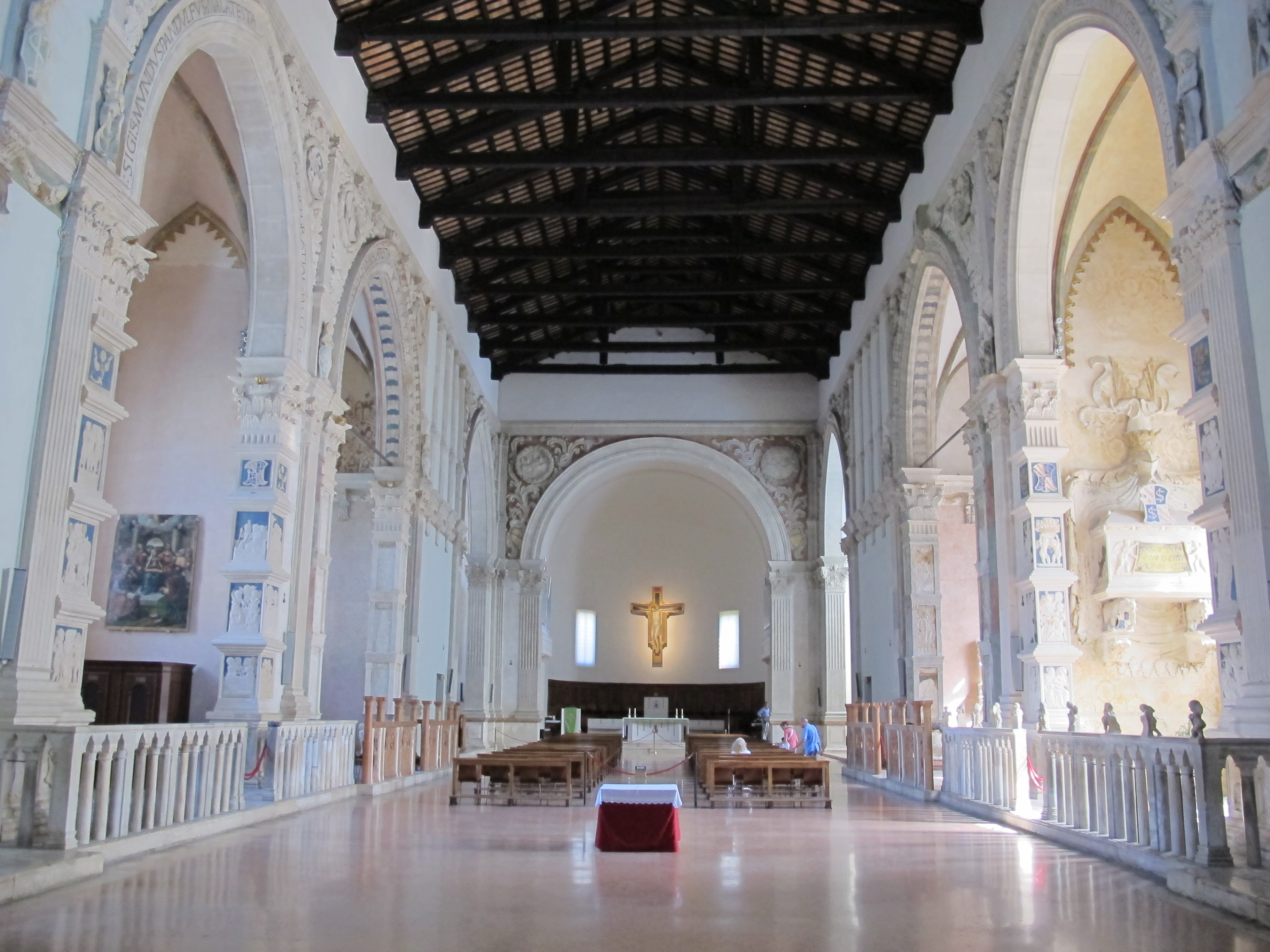
Интерьер
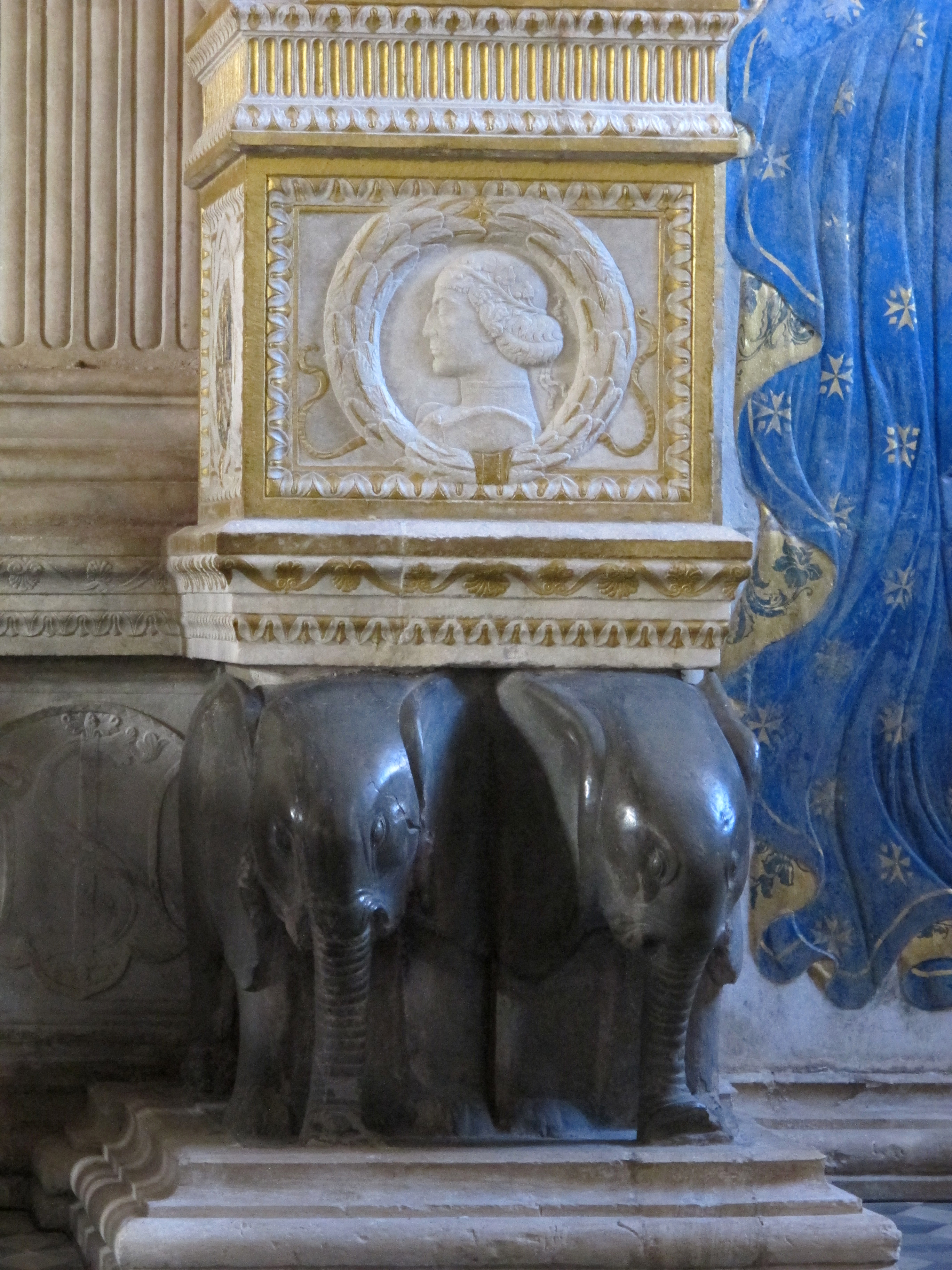
Капелла Предков и Потомков. Портрет Сиджизмондо Малатеста
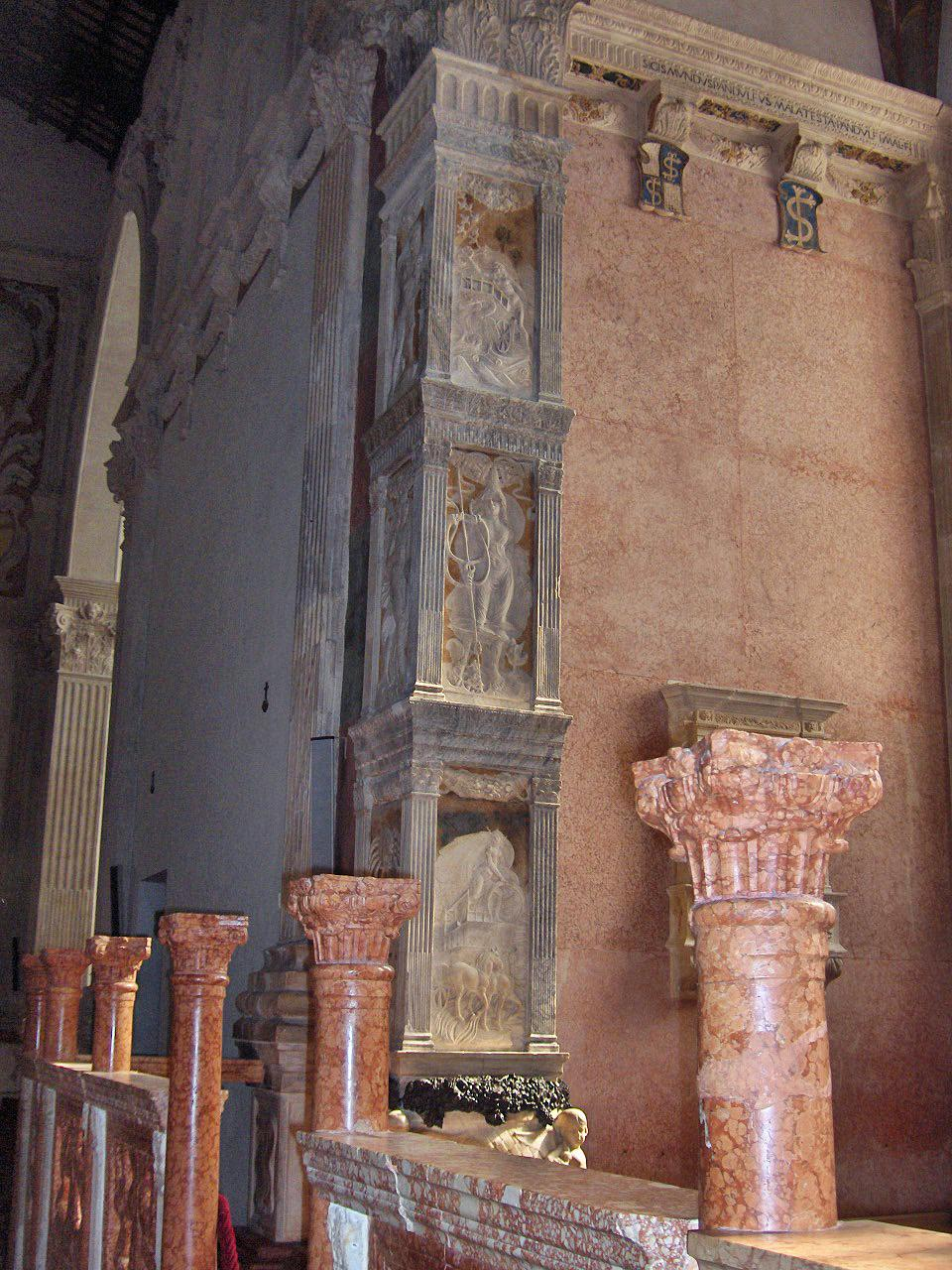
Знаки зодиака в капелле Святого Иеронима
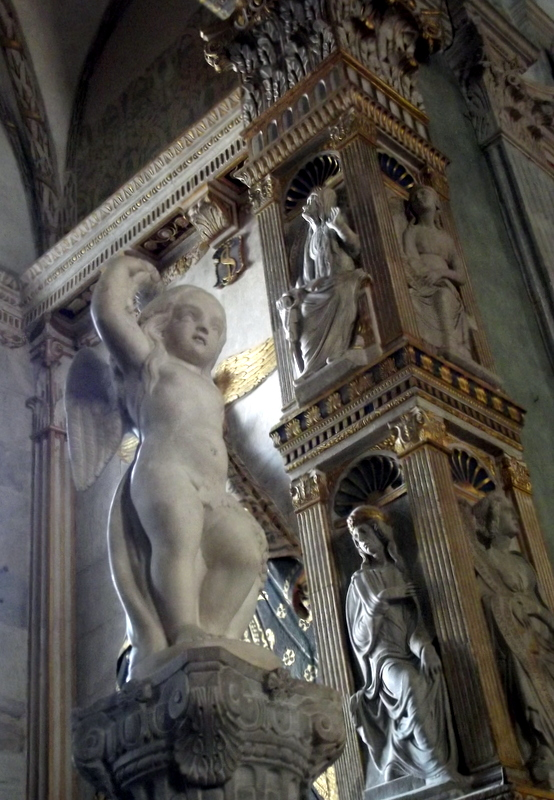
Капелла ангелов. Путто на колонне. Агостино ди Дуччо
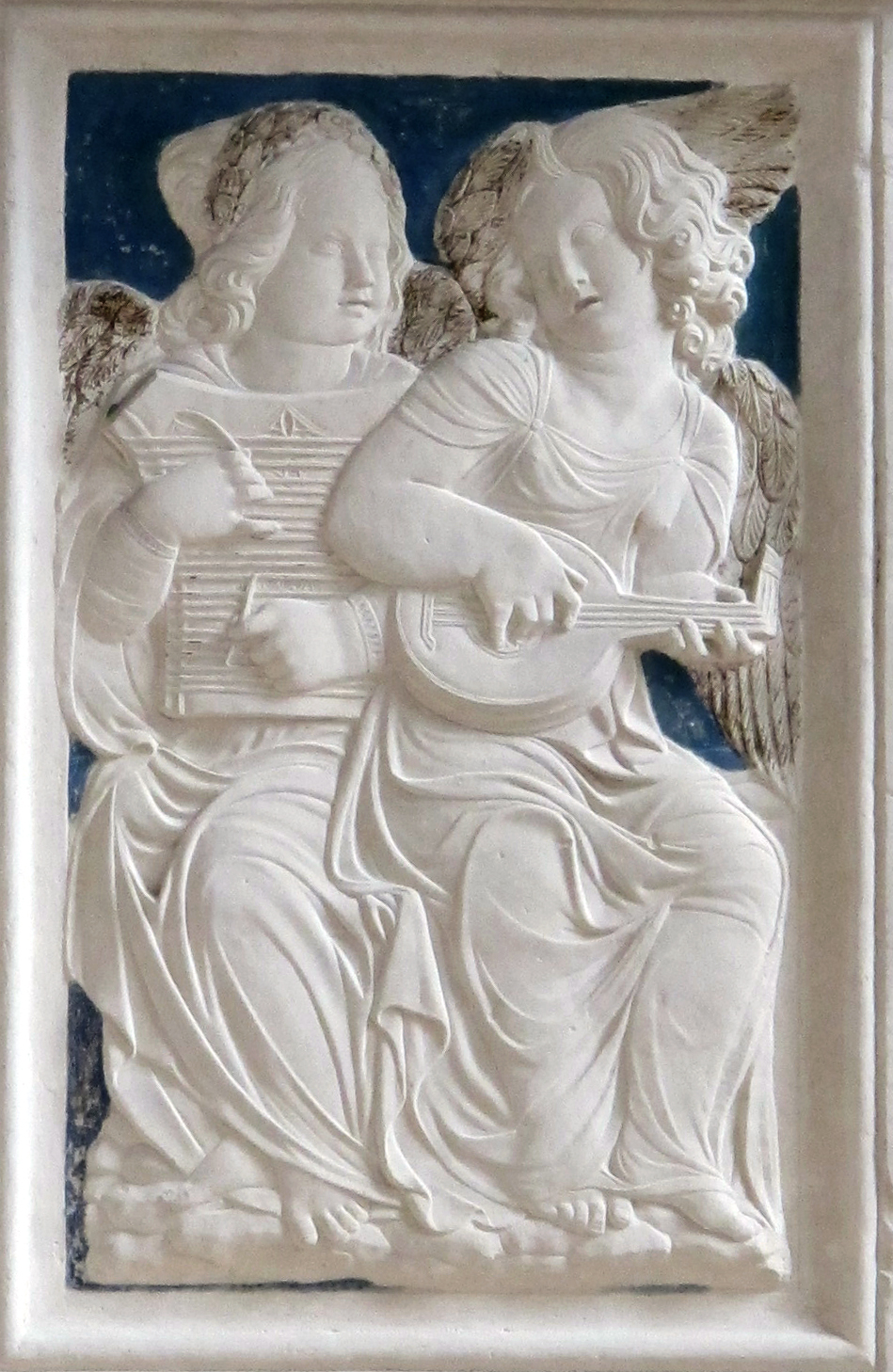
Капелла Ангелов. Музицирующие путти. Агостино ди Дуччо
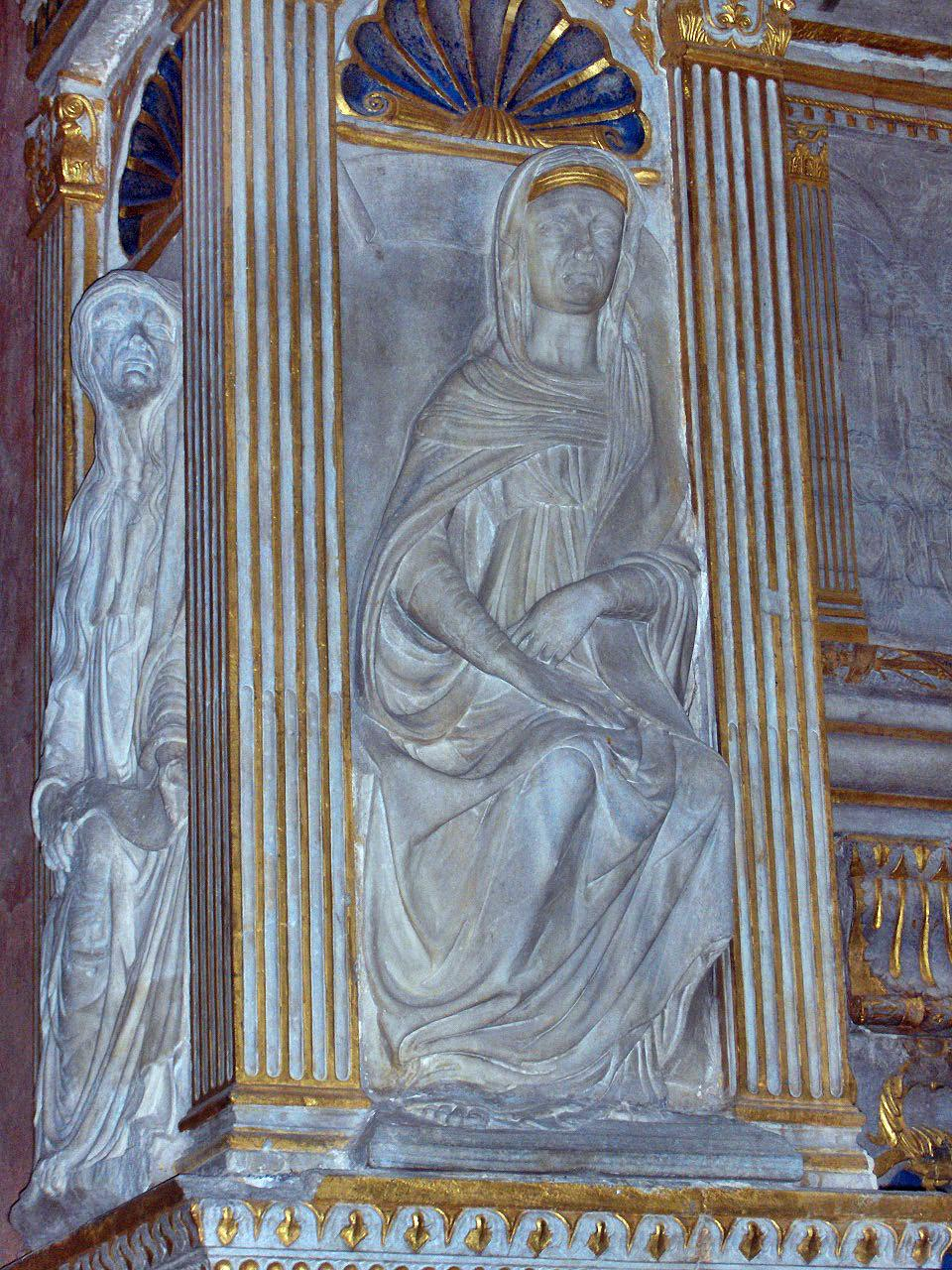
Капелла делла Пьета. Изображения Сивилл

## В литературе
Здание упомянуто в книге Оскара Уайльда «Портрет Дориана Грея»: 

Сиджизмондо Малатеста, любовник Изотты и сюзеренный властитель Римини, ... для культа постыдной страсти воздвиг языческий храм, где совершались христианские богослужения.